# Scleronotus tricarinatus
Scleronotus tricarinatus là một loài bọ cánh cứng trong họ Cerambycidae.